# فكري الحاج علي
فكري الحاج علي (بالألمانية: Fikri El Haj Ali)‏ (17 نوفمبر 1985 بفرانكفورت في ألمانيا - ) هو لاعب كرة قدم ألماني في مركز الهجوم. لعب مع إف إس في فرانكفورت وSV Wacker Burghausen ‏ وFC Rot-Weiß Erfurt ‏ وفرانكفورت 2 ‏ وبروسيا فلدا ‏.

## وصلات خارجية
- فكري الحاج علي على موقع قاعدة بيانات كرة القدم.إي يو (الإنجليزية)
- فكري الحاج علي على موقع بيانات كرة القدم. دي إي (الألمانية)
- فكري الحاج علي على موقع عالم كرة القدم.نت (الإنجليزية)